# H2O:ジャスト・アド・ウォーター
『H2O:ジャスト・アド・ウォーター』（H2O: Just Add Water）は、オーストラリア制作のティーン向けのテレビドラマ。

## 概要
このドラマはオーストラリアのティーンドラマの帝王ジョナサン・M・シッフが代表を務めるジョナサン・M・シッフ・プロダクションが制作。2006年7月にオーストラリアのネットワーク・テンで放送開始。全3シーズン、78話が放送され、世界120カ国で放送された。日本国内では未放映だが、公式YouTubeチャンネルで全78話が配信されている。
実写が中心で特撮やCGが使われたドラマである。
またこのドラマからスピンオフ作品も誕生しており、2011年にドラマ『マコ：アイランド・オブ・シークレット Mako: Island of Secrets』と、2015年にアニメーションシリーズ『H2O:マーメイド・アドベンチャー』が制作された。
2015年現在、日本国内では『H2O:マーメイド・アドベンチャー』がネットフリックスで配信されている。

## あらすじ

### H2O:ジャスト・アド・ウォーター
オーストラリアの女子高生3人組リッキー、エマ、クリオーは、謎の島「マコ島」の休火山の下にある「月のプール」にて月光の力を浴びたことにより、水に触れると女人魚（マーメイド）に変身するようになり、また水を自在に操作できる力を持つ（クリオーは水の空中移動・空中停止、エマは凍結、リッキーは沸騰）。クレオのボーイフレンドのルイスは、3人の秘密を守る手助けをする。

### マコ：アイランド・オブ・シークレット
男子高校生でボーイスカウトのザックは、マコ島を訪れている最中に偶然に月のプールに落ちてしまい、男人魚（マーマン）に変身する力を得る。マコ島の守護である3人のマーメイドのリリア、ニクシー、シレーナは、人間に変身して女子高生としてザックの日常生活に紛れ込み、彼から人魚の力を奪おうとして対立する。

## 登場人物
クリオー
リッキー
エマ
ルイス